# Hvožďany (Plzeň)
Hvožďany é uma comuna checa localizada na região de Plzeň, distrito de Domažlice.